# Jacek Gałązka
Jacek M. Gałązka (ur. 28 kwietnia 1924, zm. 2018) – żołnierz Polskich Sił Zbrojnych na Zachodzie, publicysta, działacz polonijny i prezes Instytutu Józefa Piłsudskiego w Ameryce w latach 1999–2008.

## Życiorys
Absolwent Korpusu Kadetów w Rawiczu, od 1942 w służył w 2 Pułku Artylerii Motorowej.
Ukończył ekonomię na Uniwersytecie w Edynburgu. W 1952 osiedlił się w Stanach Zjednoczonych. Założył Polish Heritage Publications, wydawał w języku angielskim literaturę polską. Był prezesem przedsiębiorstwa Charles Scribner's Sons. Autor tłumaczeń J. Leca Unkempt Thoughts, współautor Polish Heritage Travel Guide to USA & Canada. Od 1999 do 2008 był prezesem Instytutu Józefa Piłsudskiego w Ameryce.